# Anisobas coloradensis
Anisobas coloradensis är en stekelart som först beskrevs av Cresson 1877.  Anisobas coloradensis ingår i släktet Anisobas och familjen brokparasitsteklar. Inga underarter finns listade i Catalogue of Life.